# Catedral Divino Espírito Santo (Divinópolis)
A Catedral Divino Espírito Santo é um templo católico localizado em Divinópolis, no estado brasileiro de Minas Gerais. É também a sede episcopal da Diocese de Divinópolis.

## História
A primeira capela foi erguida no local em 1767, dedicada ao Divino Espírito Santo e a São Francisco de Paula. Em 1830 um incêndio destruiu a capela, que foi reerguida em 1834. Algum tempo depois, a capela foi novamente destruída por outro incêndio. Em seu lugar, foi construído um novo templo. Com a construção da atual catedral, a antiga igreja acabou por ser demolida em 1958.
O antigo Curato do Divino Espírito Santo foi elevado à condição de paróquia em 3 de abril de 1839 pela Lei Provincial no. 138, que a desmembrou de Pitangui. No ano seguinte a paróquia foi suprimida e retornou à condição de curato subordinado à paróquia de Carmo do Cajuru. A paróquia foi restabelecida em 7 de abril de 1841. Em 11 de julho de 1958 foi criada a Diocese de Divinópolis e a igreja foi elevada à condição de catedral diocesana.